# Geschichte der Personenschifffahrt auf dem Rhein

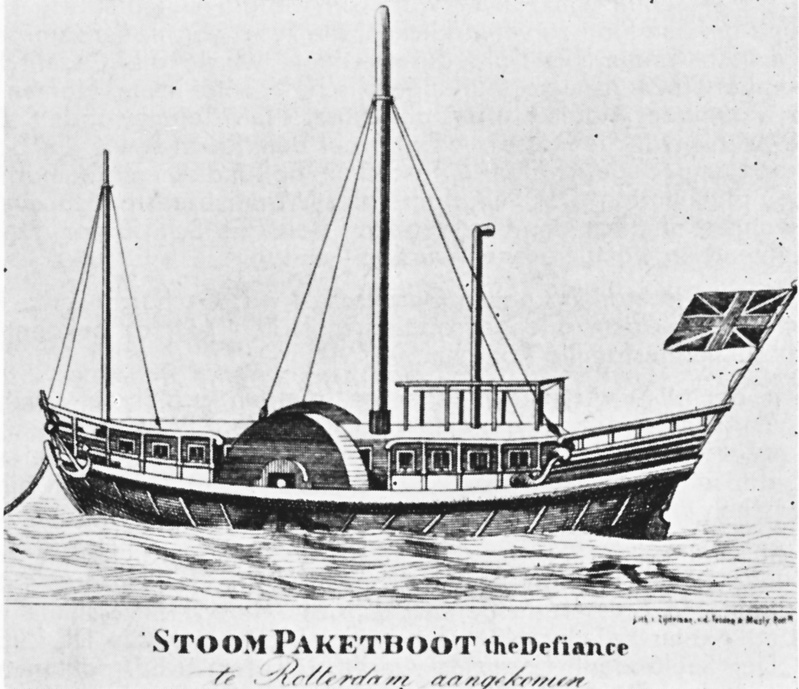
Defiance, erstes Dampfschiff auf dem Rhein

Dieser Artikel beschreibt die Entwicklung der Personenschifffahrt auf dem Rhein nach Beginn der Dampfschifffahrt.
Das erste Dampfschiff, der englische Schaufelraddampfer Defiance, erreichte am 12. Juni 1816 Köln. Die Maschine leistete zwölf PS. Ein Jahr später befuhr James Watt jr. mit der Caledonia von England kommend den Rhein bis nach Koblenz, allerdings noch nicht ganz ohne die Hilfe von Treidelpferden.

## Erste Dampfschifffahrtsgesellschaft

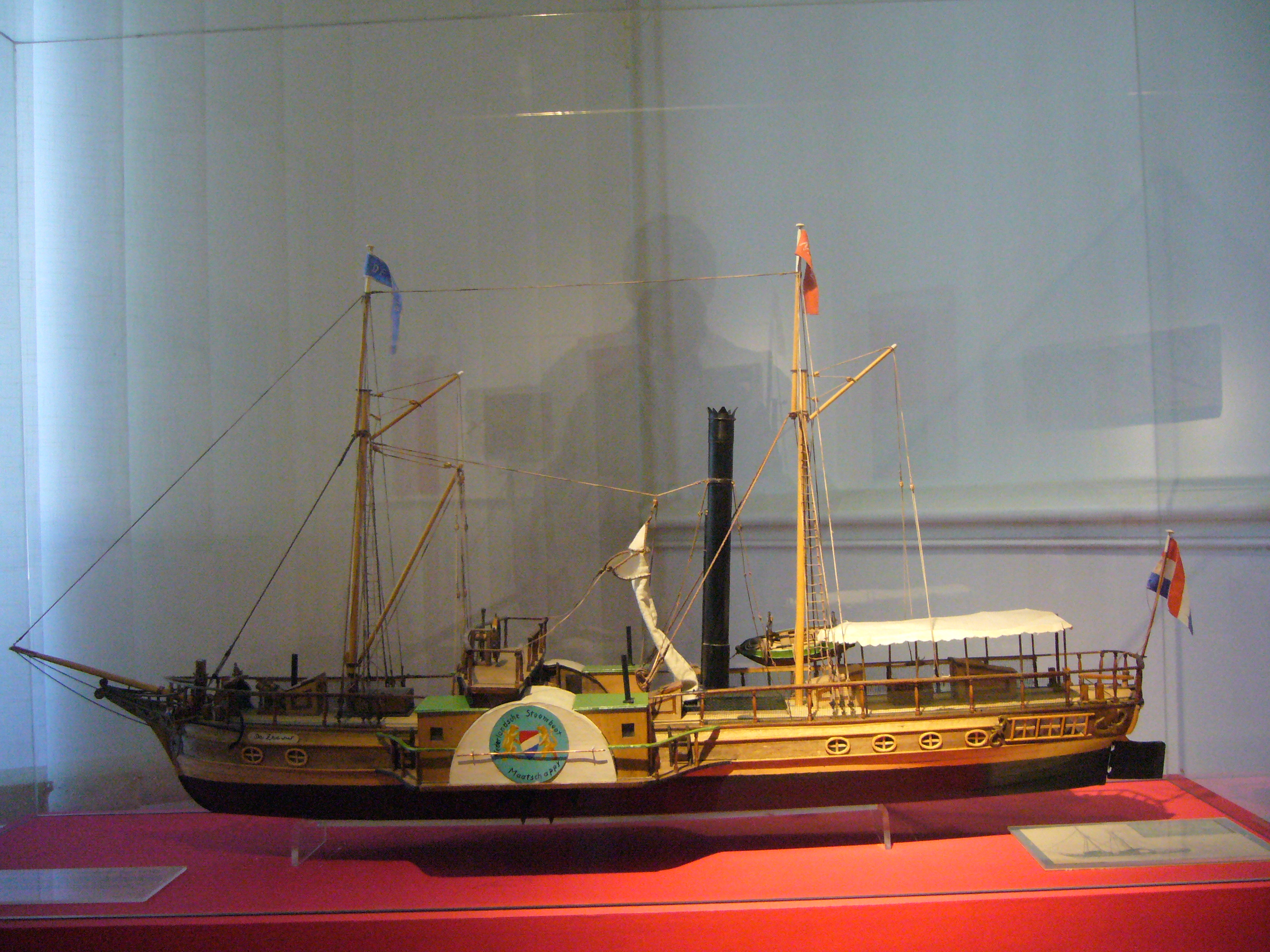
Die De Zeeuw, eines der ersten Dampfschiffe auf dem Rhein

Mit dem Erscheinen der ersten Dampfschiffe auf dem Rhein wurde auch für Reisende ein bequemes und schnelles Transportmittel geschaffen. Die Reisezeiten verkürzten sich erheblich.
Die erste Dampfschifffahrtsgesellschaft wurde am 24. September 1822 in Rotterdam gegründet, die Rederij Van Vollenhoven, Dutilh & Co. Der erste planmäßige Verkehr für Güter und Personen wurde am 3. Juni 1823 zwischen Rotterdam und Antwerpen mit dem Dampfer De Nederlander aufgenommen. Im Oktober 1823 wurde die Strecke Rotterdam–Nijmegen eröffnet. Um mehr Kapital für den Bau neuer Schiffe zu bekommen, mit denen der Verkehr bis nach Köln durchgeführt werden sollte, wurde im Oktober die Nederlandsche Stoomboot Maatschappij (NSM) unter der Leitung von Gerhard Moritz Roentgen gegründet. Zu den Aktionären zählten der Kölner Kaufmann Sulpiz Boisserée und der Verleger Johann Friedrich Cotta. Kölner Kaufleute erwarben 50 Aktien der NSM, und 1824 wurde daraufhin die De Zeeuw gebaut, die Lastkähne von Rotterdam nach Köln schleppen sollte. (Die Fahrzeit von bis zu sechs Wochen in der Treidelschifffahrt verkürzte sich auf sechs Tage.)
Am 29. Oktober 1824 wurden mit diesem Schiff in Köln Schleppmanöver vorgeführt; anschließend fuhr die De Zeeuw unter dem Kommando Roentgens bis zum wilden Gefähr unterhalb von Bacharach. Beeindruckt von den Fähigkeiten dieses Schiffes betrieben die Kölner Kaufleute dann die Gründung einer eigenen Schifffahrtsgesellschaft. Ab Juli 1825 bestand ein Linienverkehr zwischen Köln und Rotterdam.

## Erste deutsche Rheinschifffahrtsgesellschaften

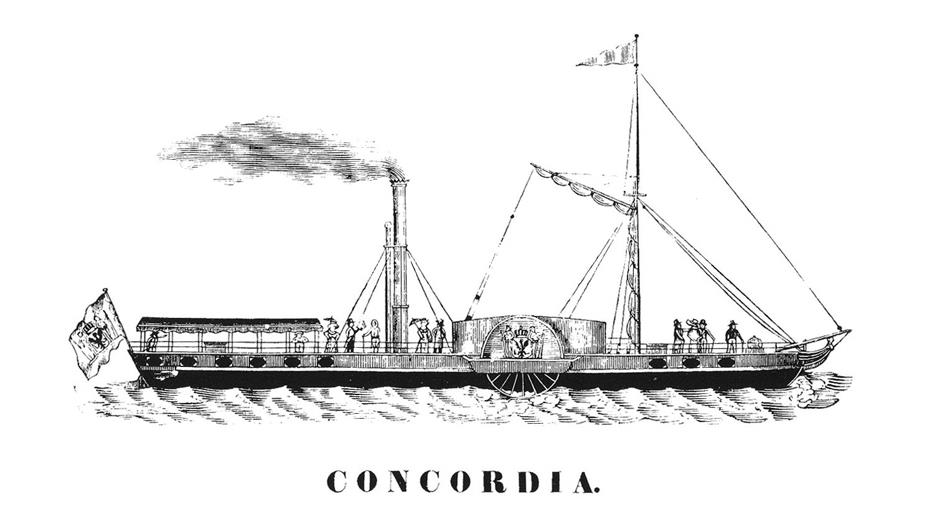
Erstes deutsches Dampfschiff auf dem Rhein

In Karlsruhe wurde am 22. September 1825 die Großherzoglich Badische Rheindampfschiffahrtsgesellschaft gegründet, die den Personen- und Frachtverkehr zwischen Mannheim und Basel durchführen wollte. Diese wurde bald von der 1825 gegründeten Dampfschiffahrtsgesellschaft von Rhein und Main in Mainz übernommen. Am 11. Juni 1826 genehmigte der preußische Innenminister Friedrich von Schuckmann die Gründung der Preußisch-Rheinischen Dampfschiffahrtsgesellschaft (PRDG) in Köln, der späteren Köln-Düsseldorfer (KD), einer der ersten deutschen Aktiengesellschaften.
Die Mainzer Gesellschaft hatte zwei Schiffe in den Niederlanden für den Verkehr zwischen Mainz und Mannheim und Mainz bis Frankfurt bestellt, die Concordia und die Friedrich Wilhelm. Als das erste Schiff, die Concordia, im Frühjahr 1827 geliefert wurde, stellte man fest, dass der Tiefgang für die Fahrt oberhalb von Mainz zu groß war. So wurden beide Schiffe an die Kölner Gesellschaft verkauft.
Die Concordia war das erste deutsche Dampfschiff auf dem Rhein. Sie war 45 Meter lang, fünf Meter breit und konnte 230 Passagiere und knapp 60 Tonnen Fracht befördern. Angetrieben wurde sie mit einer Einzylinder-Dampfmaschine mit 70 PS Leistung bei 30/min. Die Schaufelräder hatten einen Durchmesser von 3,76 m. Am 26. Mai 1827 wurde die Friedrich Wilhelm als zweites Schiff in Dienst gestellt. Mit diesen zwei Schiffen wurde der Linienverkehr zwischen Köln und Mainz aufgenommen. Die Hin- und Rückreise dauerte drei Tage: am ersten Tag von Köln nach Koblenz, am zweiten Tag von Koblenz nach Mainz und am dritten Tag die Rückreise von Mainz nach Köln. Neben Passagieren und Frachtgütern wurden auch Pferde und Reisewagen transportiert. Die Rheinisch-Preußische übernahm 1832 die Mainzer Gesellschaft und weitete ihren Verkehr im Laufe der nächsten Jahre bis nach Straßburg aus. In den Niederlanden wurde 1830 die Nijmegsche Stoomboot Reederei gegründet, die mit den Fracht- und Personenschiffen Willem I und Koningin der Nederlande die Strecke Nijmegen–Rotterdam befuhr und bis 1858 bestand.
1836 wurde in Düsseldorf die Dampfschiffahrtgesellschaft für den Nieder- und Mittelrhein gegründet, da man mit der Transportleistung der NSM unzufrieden war. Beteiligt war auch die General Steam Navigation Company aus London, die einen Linienverkehr zwischen London und Rotterdam unterhielt. Die Düsseldorfer Gesellschaft sollte Fahrkarten von den Rheinstationen nach London verkaufen und somit als Konkurrenz zur NSM auftreten, die 1838 über 17.500 Passagiere vom Rhein nach London befördert hatte. Im März 1838 nahm die Düsseldorfer Gesellschaft ihren Betrieb auf, durfte allerdings nicht nach Holland fahren, da ihnen die holländische Regierung, entgegen den Bestimmungen der Rheinschifffahrtsakte von 1831 über den Freien Rhein, keine Erlaubnis zum Befahren der holländischen Gewässer erteilt hatte. Diese wurde erst im Herbst 1838 nachgereicht.

## Konkurrenzkampf auf dem Rhein
Ab Herbst 1838 fuhr die Kölner Schifffahrtsgesellschaft regelmäßig bis nach Straßburg mit Anschluss an die Schiffe der französischen Service Générale de Navigation, die bis nach Basel fuhren. Die Düsseldorfer Gesellschaft bediente die gleiche Strecke ab 1840 mit Anschluss an die Schiffe der Basler Reederei Adler vom Oberrhein. Im Laufe der Jahre übernahmen die Kölner die Schiffe der Franzosen und Schweizer. Die NSM weitete ab März 1839 ihren Verkehr bis Mainz und Mannheim aus. Im Juni 1839 wurde einem Schiff der NSM in Koblenz die Durchfahrt verweigert, die Fracht und die Passagiere mussten auf ein Schiff der Düsseldorfer Gesellschaft umgeladen werden. Zwischen den drei großen Schifffahrtsgesellschaften NSM, Rheinisch-Preußische und Düsseldorfer entstand ein großer Konkurrenzkampf. Mit Sonderangeboten, Wettfahrten und immer komfortableren Schiffen versuchte man, sich gegenseitig die Kundschaft abzujagen. Es kam sogar zu absichtlichen Kollisionen. Als Konsequenz aus diesem Kampf schlossen sich die Kölner und die Düsseldorfer zusammen und gründeten am 9. Juni 1853 die Köln-Düsseldorfer mit insgesamt 28 Schiffen.

## Veränderung der Personenschifffahrt

Salondampfer Deutscher Kaiser der Köln-Düsseldorfer

Mit dem Bau der Eisenbahnstrecken am Rhein sank die Zahl der Passagiere, und es entwickelte sich ein reiner Saisonbetrieb für Ausflugsfahrten. 1857 waren sieben Schifffahrtsgesellschaften mit zusammen 46 Schiffen für den Güter- und Personenverkehr auf dem Rhein gemeldet. Außerdem gab es noch elf Gesellschaften, die nur Güterschiffe betrieben.
Am Rhein entstanden im Laufe der Jahre immer mehr regionale Schifffahrtsbetriebe, wie die Kölner Gesellschaft Gebrüder Weber, die Reederei Hebel in Boppard, die Firma Luwen in Duisburg-Ruhrort oder die Schiffe der Rheinbahn Düsseldorf.
1927 kam es zu einem Abkommen zwischen der KD und der 1859 aus der NSM hervorgegangenen NSR. Die KD hatte die Aktienmehrheit an der holländischen Gesellschaft übernommen, und so übernahm die Köln-Düsseldorfer den Passagierverkehr und die NSR den Frachtverkehr. Dieses Abkommen dauerte bis zum Ende des Zweiten Weltkriegs. Die NSR baute den Schnelldampfer Juliana und fünf Kombimotorschiffe. Dies waren mit Passagierkabinen ausgestattete Frachtschiffe, die im Linienverkehr von Rotterdam nach Basel eingesetzt wurden. Diese Schiffe kann man als die Vorgänger der heutigen Flusskreuzfahrtschiffe bezeichnen.

## Neubeginn

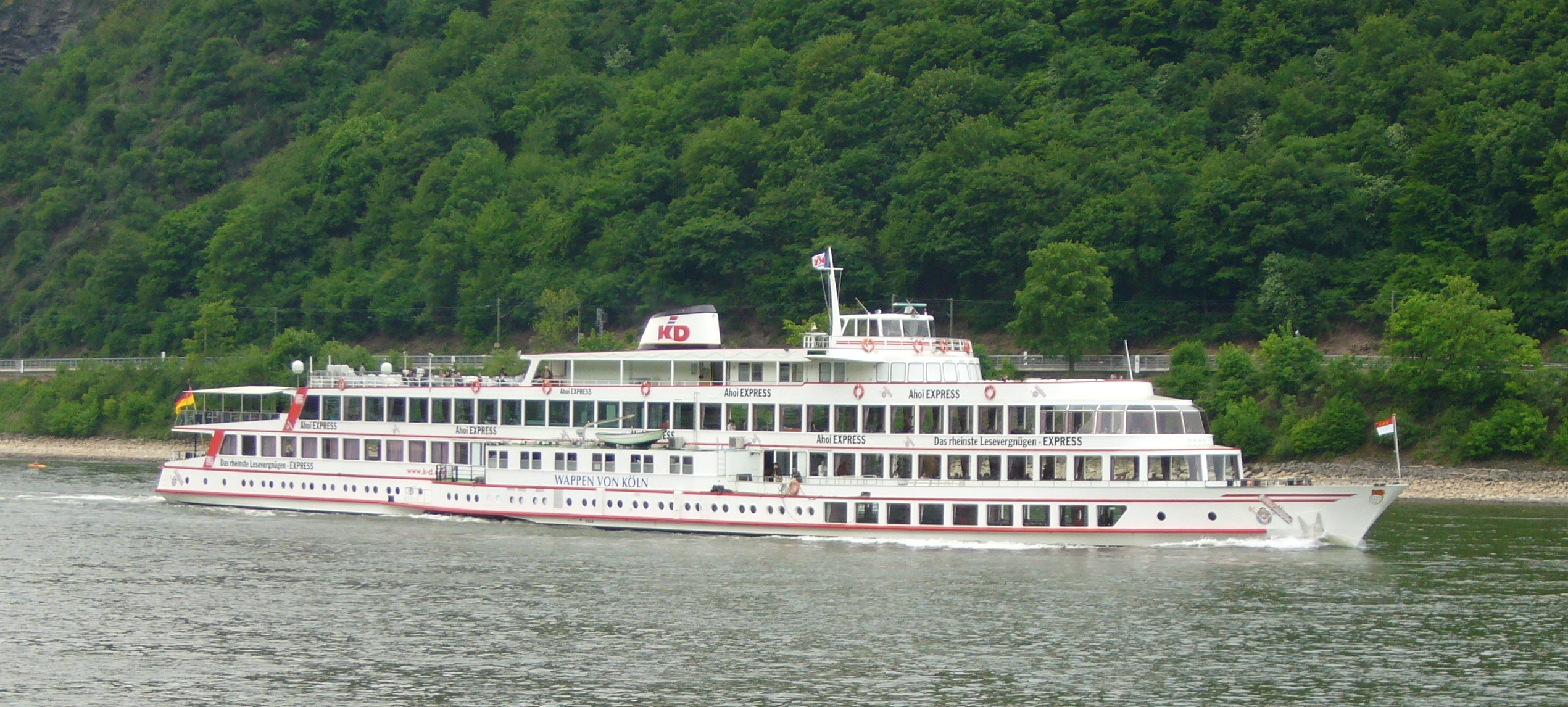
Wappen von Köln, modernes Fahrgastschiff der KD

Auf Anordnung der Alliierten wurde die NSR von der KD abgetrennt und nannte sich jetzt NSRA, Nederlandsche Stoomboot Reederij Akkermans. 1949 mietete die KD mehrere Schiffe der jetzt wieder eigenständigen NSRA. Anfang 1954 stellte die NSRA ihren Betrieb ein, die letzten Dampfer wurden verschrottet und vier Kombischiffe an die KD verkauft. Diese wurden in die Fahrgastschiffe Bonn, Wiesbaden, Koblenz und Düsseldorf für Tagesausflüge umgebaut.
Neben den zahlreichen kleinen lokalen Schifffahrtsunternehmen am Mittelrhein, die nur Fahrten für Tagestouristen anbieten, entwickelte sich ab 1960 eine neue Form der Rheintouristik: die mehrtägigen Reisen von Rotterdam nach Basel mit modernen Kabinenschiffen.

## Reedereiliste

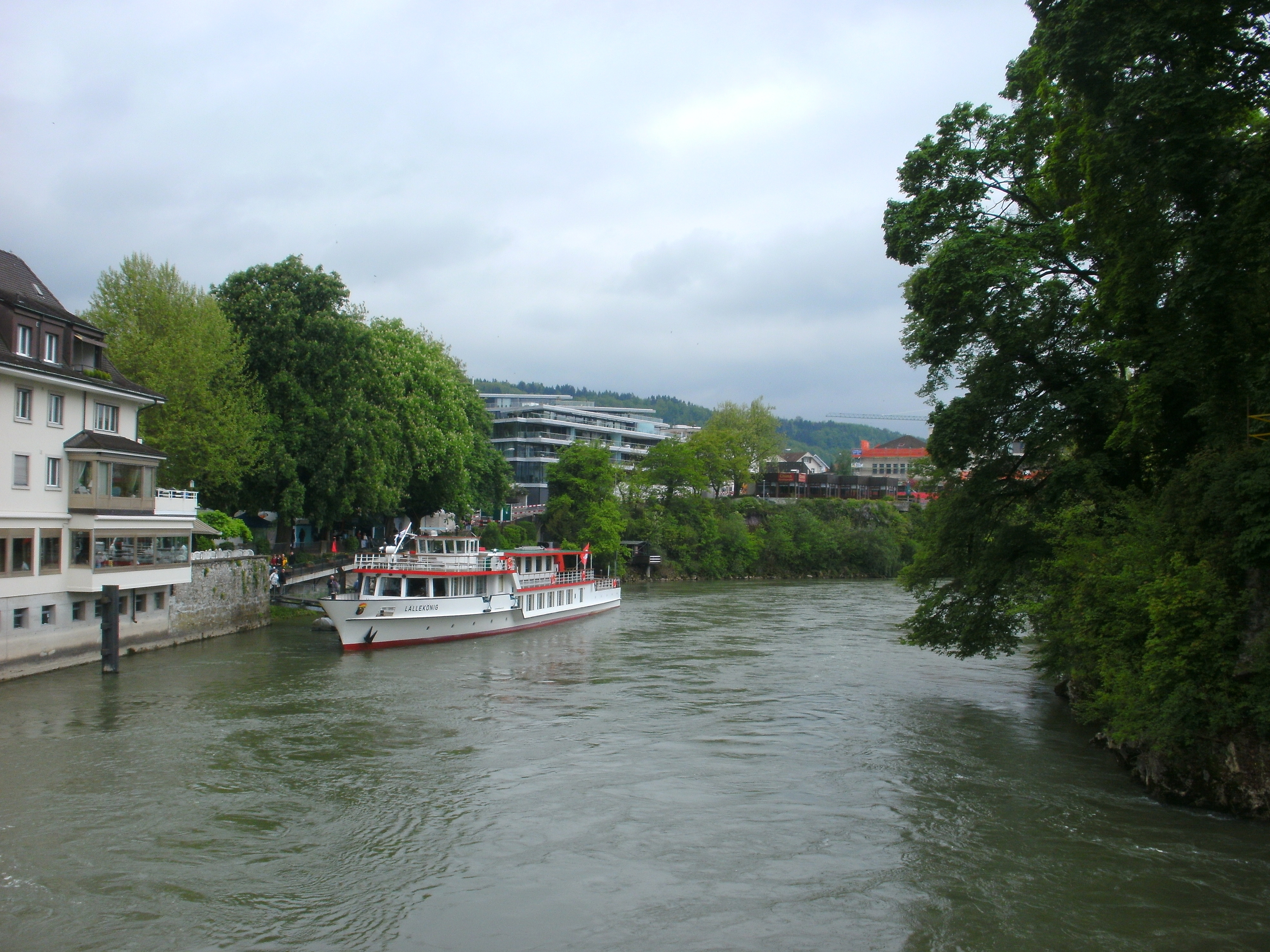
Die Lällekönig der Basler Personenschifffahrt AG an der Anlegestelle in Rheinfelden AG. An dieser Stelle endet die Grossschifffahrt auf dem Rhein.

- Van Vollenhoven, Dutilh & Co., gegründet 1822
- NSM, 1823 als Nachfolgegesellschaft, ab 1859 NSR (Reederei)
- 1825, Großherzoglich Badische Rheindampfschifffahrtsges. Karlsruhe, 1825 übernommen von
- 1825, Dampfschiffahrtsgesellsch. Rhein und Main, Mainz, übernommen 1832 von
- 1826, Preußisch-Rheinische Dampfschifffahrtsgesellsch. Köln (RPDG)
- 1836, Dampfschiffahrts-Gesellschaft für den Nieder- und Mittelrhein, Düsseldorf
- Service Génerale de Navigation, Straßburg, 1842 an RP verkauft
- Adler des Oberrheins, Basel, Schiffe später an RP
- 1837, Geldersche Stoombootmaatschappij, Deventer
- 9. Juni 1853 Zusammenschluss Preußisch-Rheinische und Düsseldorfer zu KD
- 1871, Gebr.Weber, Köln
- 1880, Stoombootreederij Concordia, Arnheim
- 1880, Mülheimer Dampfschiffahrtsgesellsch, Mülheim am Rhein, 1925 von KD übernommen
- 1891, Reederei Philipp Hebel, Boppard
- 1914, Rheinbahn Düsseldorf nimmt Schiffsverkehr auf
- 1923, Kreis Moerser Dampfschifffahrt
- 1923, Gebrüder Luwen Duisburg
- 1924, Basler Personenschifffahrts-Gesellschaft (BPG)
- 1927, KD übernimmt Aktienmehrheit an NSR, nach 1945 wieder getrennt
- 1930, Bingen-Rüdesheimer Fähr- und Schifffahrtsgesellschaft eG[1][2]